# Halsbandsittich
Der Halsbandsittich (Psittacula krameri), auch Kleiner Alexandersittich genannt, ist eine Vogelart, die zur Familie der Altweltpapageien (Psittacidae) gehört. Es ist die am weitesten verbreitete Papageienart. Er kommt sowohl in Afrika südlich der Sahara als auch in Asien, beginnend mit Pakistan und Indien, vor. Als Neozoon lebt er unter anderem in Europa und Nordamerika. Die Häufigkeit ist aufgrund der uneinheitlichen klimatischen Bedingungen jedoch regional verschieden.

## Unterarten
Der Halsbandsittich hat neben der Nominatform drei Unterarten, die quer durch Asien und Afrika vorkommen und damit ein großes natürliches Verbreitungsgebiet aufweisen. Die Unterschiede in den Arten sind als minimal zu bezeichnen und werden unter Merkmale dargelegt.
Die vier allgemein anerkannten Unterarten lauten:
- Afrikanischer Halsbandsittich (Psittacula krameri krameri (Scopoli, 1769))
- Abessinischer Halsbandsittich (Psittacula krameri parvirostris (Souancé, 1856))
- Neumanns Halsbandsittich (Psittacula krameri borealis (Neumann, 1915))
- Indischer Halsbandsittich (Psittacula krameri manillensis (Bechstein, 1800))

## Merkmale

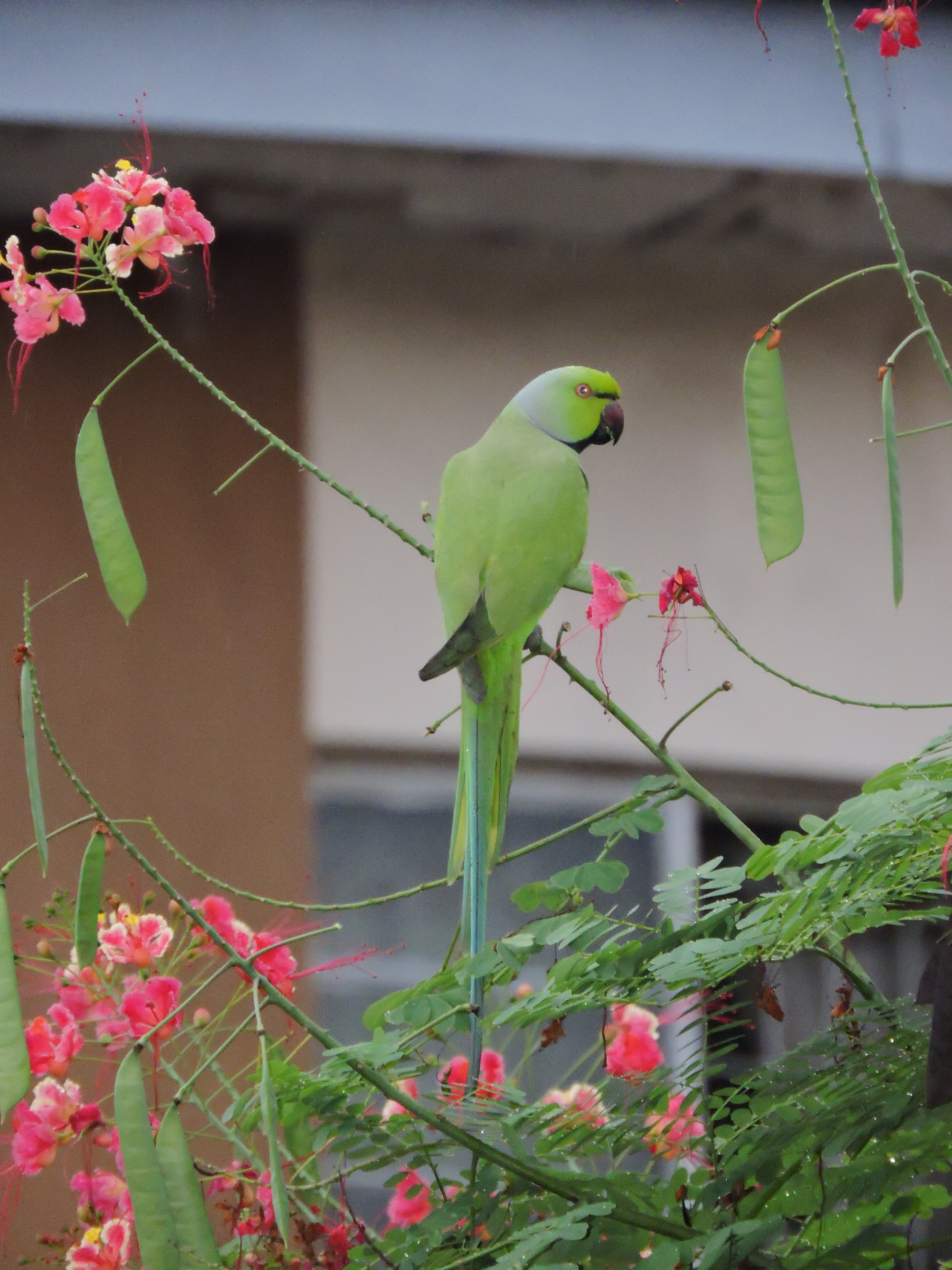
Afrikanischer Halsbandsittich mit dunklerem Oberschnabel, fotografiert in Nigeria.

### Afrikanischer Halsbandsittich (Psittacula krameri krameri)
Der afrikanische Halsbandsittich ist überwiegend von der Farbe her grasgrün. Der Unterschwanz ist hellgelb. Die beiden längsten Schwanzfedern sind blau mit gelber Spitze. Der Oberschnabel ist dunkelrot bis fast schwarz mit schwarzer Spitze, der Unterschnabel ist größtenteils schwarz.
Ein adultes Männchen färbt etwa im zweiten Jahr ein Halsband aus, das vorne schwarz und im Nacken rosa ist. Manchmal erhalten die Männchen dieses Band bereits nach einem Jahr. Männchen haben auch einen Augenstreifen (sogenannte Zügel). Das Halsband weist oft oberhalb der schwarzen Färbung einen leicht bläulichen Schleier auf. Die Augen sind schwarz mit leichtgelber Iris. Die Farbe der Beine ist gräulich mit dunklen Krallen. Die gesamte Körperlänge beträgt zirka 40 cm.
Die Weibchen unterscheiden sich von den Männchen nur durch das fehlende schwarz-rosafarbene Halsband und den fehlenden Zügel. Im Nacken ist auf Höhe des männlichen Halsbandes eine leicht grüne Abtrennung zu erkennen. Die Farben sind leicht matter und der Unterschnabel ist schwärzer.

### Indischer Halsbandsittich (Psittacula krameri manillensis)

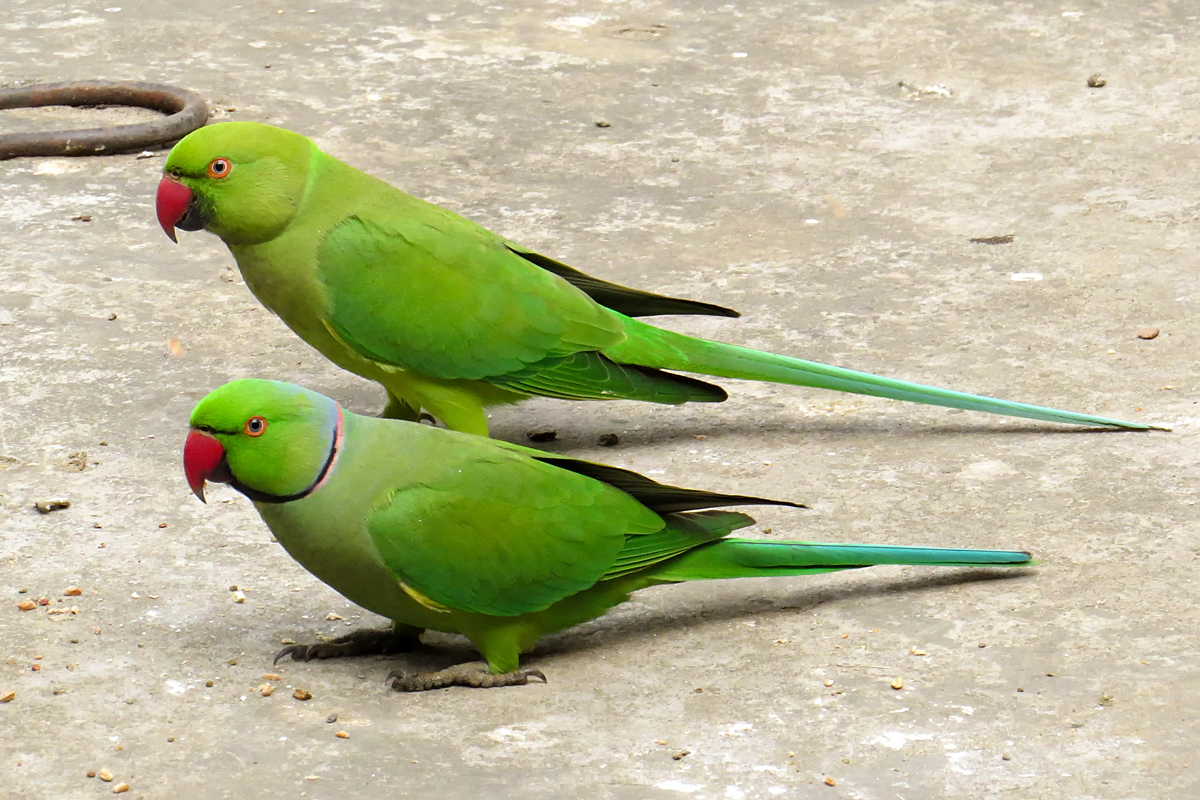
Indische Halsbandsittiche mit rotem Oberschnabel, fotografiert in Dhaka.

Der indische Halsbandsittich – die Unterart, die als kleiner Alexandersittich auch als Neobiota die höchste Verbreitung hat – unterscheidet sich von der Nominatform durch die Größe und den roten Oberschnabel. Der Unterschnabel ist größtenteils schwarz mit leicht roter Spitze. Die Körperlänge ist durchschnittlich bei 42 cm, wobei das Schwanzgefieder einen erheblichen Teil einnimmt. Die Unterart ist überwiegend von der Farbe her dunkler und hat einen erkennbaren blaugrauen Schleier im Brustgefieder. Das Rosa im Nacken auf Höhe des Halsbandes sowie der blaue Schleier oberhalb des Halsbandes ist besser sichtbar und dunkler als in der Nominatform. Die Weibchen nehmen dieselben fehlenden Merkmale wie in der Nominatform auf, haben also weder Halsband noch Zügel.

### Abessinischer Halsbandsittich (Psittacula krameri parvirostris)
Der Abessinische Halsbandsittich wird oft mit der Nominatform verwechselt, da die Unterschiede minimal sind. Die abessinische Unterart unterscheidet sich durch ihr grünes Gefieder, das einen durchgängig blauen Schleier aufweist, und einen kleineren Schnabel. Das Blau oberhalb des Halsbands im Nacken ist kräftiger und reicht als Farbverlauf fast bis zu den Augen an den Vorderkopf. Die Körperlänge ist wie in der Nominatform zirka 40 cm.
Die Weibchen nehmen dieselben fehlenden Merkmale wie in der Nominatform auf, das Blau ist leicht matter als beim Männchen dieser Unterart.

### Neumanns Halsbandsittich (Psittacula krameri borealis)
Der Neumannsche Halsbandsittich entspricht fast der indischen Unterart, unterscheidet sich primär aber in Größe und Schnabelform. Der Unterschnabel ist rötlich gefärbt statt schwarz. Das gesamte Gefieder hat im Vergleich einen graugrünen Schleier. Die Körpergröße ist im Durchschnitt mit 43 cm die größte aller Halsbandsittich-Arten.
Die Weibchen nehmen dieselben fehlenden Merkmale wie in der Nominatform auf, der Grauschleier ist leicht matter als beim Männchen dieser Unterart.

## Ursprüngliche Verbreitung

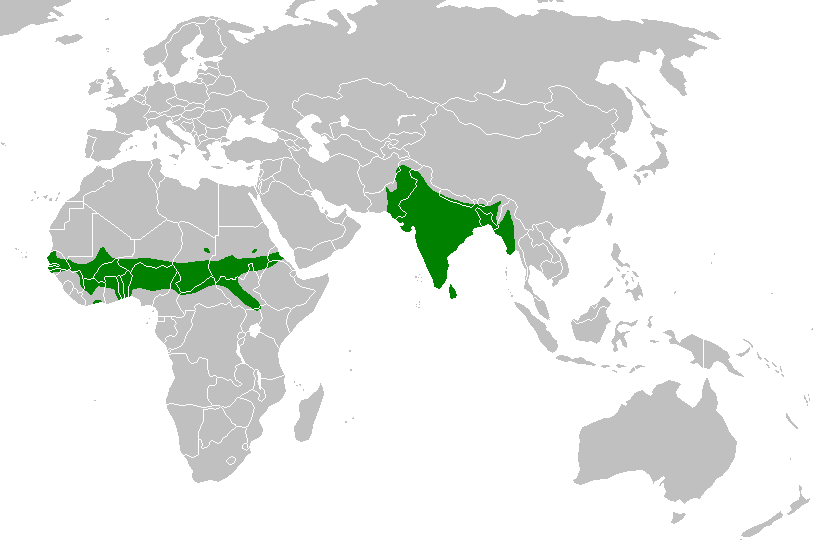
Natürliches Verbreitungsgebiet

Das natürliche Verbreitungsgebiet der Halsbandsittich-Arten erstreckt sich in einem nördlich des Äquators liegenden Streifen quer durch den afrikanischen Kontinent sowie über den gesamten indischen Subkontinent.
Mit fast 10 Millionen Quadratkilometern hat die Art damit innerhalb der Gattung Psittacula die größte natürliche Flächenausdehnung, also bereits abgesehen von den zusätzlichen Gebieten als Neozoon.
Alle Unterarten haben gemein, dass sie in abszissiven Lebensräumen, die von Halbwüsten bis zu leichtem Sekundärdschungel durchzogen sind, leben. Kommt die afrikanische Nominatform meist im Tiefland vor, können die asiatischen Unterarten bis zu 4000 Meter im Himalaya-Gebiet und die abessinische Unterart bis zirka 2000 Meter über Normalnull an Randgebieten des Gambela-Nationalparks vorgefunden werden.

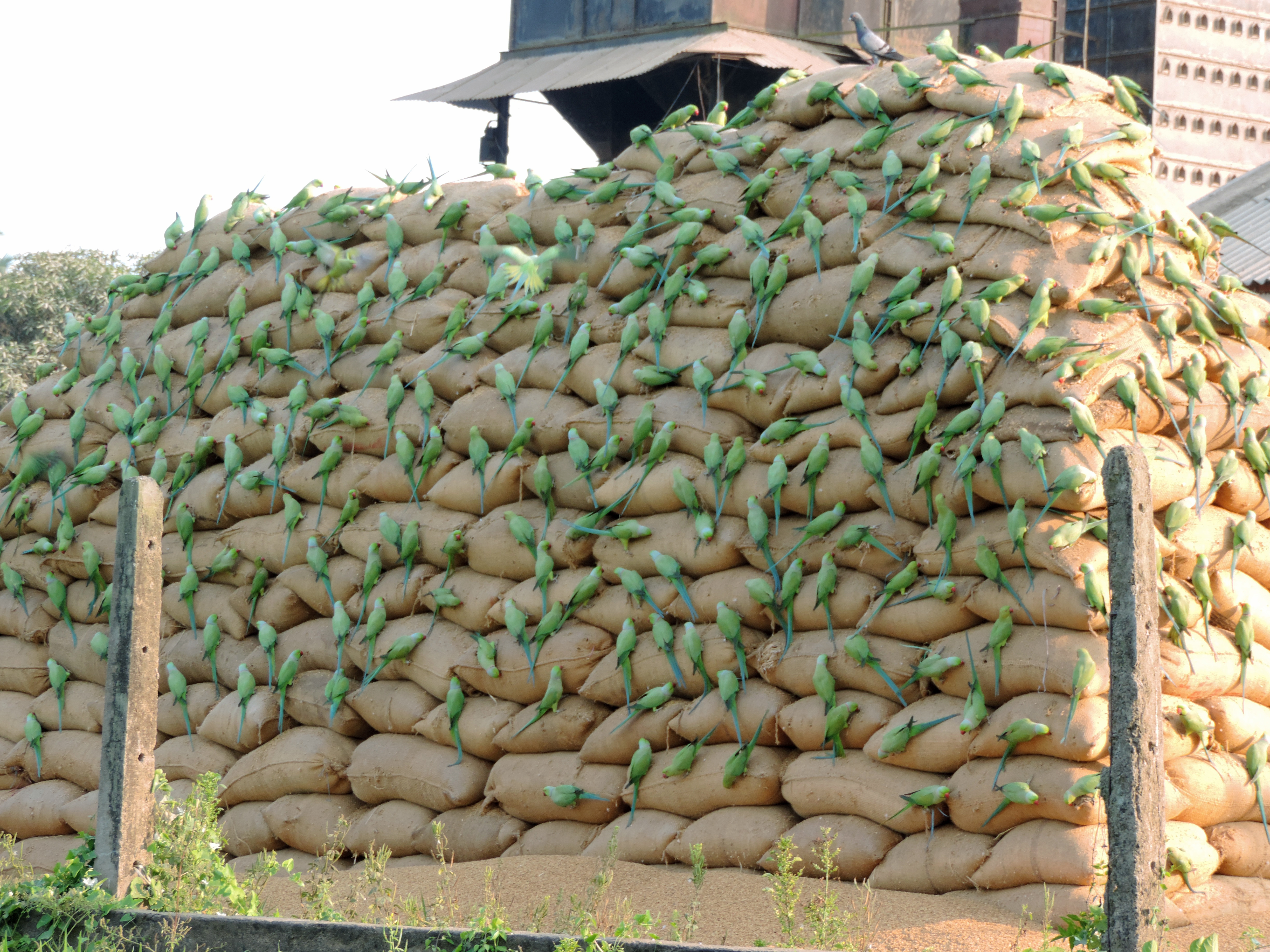
Ein Schwarm indischer Halsbandsittiche auf gelagertem Getreide.

Das natürliche Habitat umfasst damit Savannen- oder Steppenklima mit offenem Buschland. Die indischen Arten halten sich im Himalaya-Gebiet in Kiefernzonen der Emodi-Kiefer auf, bevorzugen offenes Ackerland mit verstreuten Bäumen und sind oft auch in Getreidehöfen anzutreffen.

### Afrikanischer Halsbandsittich
Der afrikanische Halsbandsittich kommt ursprünglich in insgesamt 14 Ländern vor. Beginnend im südlichen Senegal, Gambia, Guinea-Bissau, Guinea, südlichen Mali, Burkina Faso, südlichen Niger, nördlichen Ghana und Togo, Benin, nördlichen Nigeria, südlichen Tschad und Sudan und nördlichen Südsudan vor. Somit ist die gesamte Großlandschaft Sudan bis zum äthiopischen Hochland im Osten die Heimatregion.

### Abessinischer Halsbandsittich
Der abessinische Halsbandsittich schließt sich an das östliche Verbreitungsgebiet der Nominatform an. Das Verbreitungsgebiet geht durch Äthiopien bis nach Dschibuti und Somalia.

### Indische Halsbandsitticharten
In Asien leben die Unterarten P. k. borealis und P. k. manillensis in einem Gebiet, das den gesamten indischen Subkontinent sowie Pakistan, Bangladesch, Myanmar und Sri Lanka umfasst.

## Ökologie

### Prädation
In London werden Halsbandsittiche insbesondere von Wanderfalken gejagt. Dort wurden die Sittiche zudem auch als Beutetiere von Baumfalke, Sperber und Waldkauz nachgewiesen.

## Halsbandsittich und Mensch
Die Domestikation der ersten Papageienarten begann vermutlich bereits in der Bronzezeit. Erste Belege von Käfigen wurden für die Zeit zwischen 2000 und 800 v. Chr. gefunden. Der Halsbandsittich gehört zu den ersten Papageien, die nach Europa gebracht worden sind. Vor mehr als 2300 Jahren wurde er unter der Gefolgschaft von Alexander dem Großen aus Asien nach Griechenland gebracht, daher auch die Bezeichnung (Kleiner) „Alexandersittich“ neben dem etwa gleichzeitig eingeführten Großen Alexandersittich.

### Indische Kultur

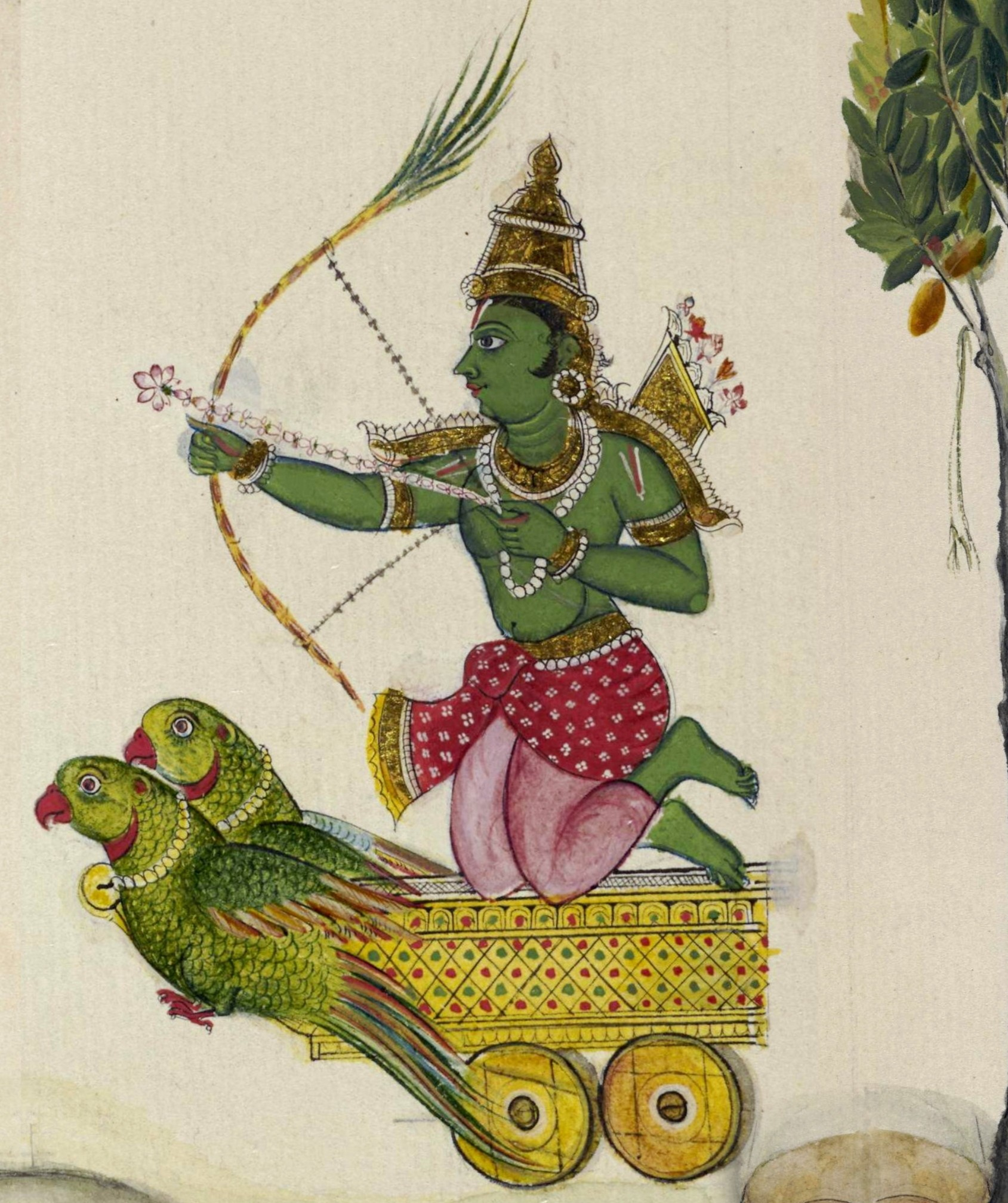
Der Streitwagen des Liebesgottes Kamadeva wird von zwei Papageien gezogen.

In Indien war die Domestikation der Halsbandsittiche so weit fortgeschritten, dass bereits zwischen 200 und 300 n. Chr. im ersten Buch Der Lebensstil des Lebemannes des berühmten Lehrbuchs Kamasutra von Vatsyayana Mallanaga als eine der 64 zu beherrschenden Fertigkeiten für einen Mann der reichen Oberschicht verzeichnet war, einem Halsbandsittich das Sprechen beizubringen. Papageien durften im Maurya-Reich durch die Edikte des Königs Ashoka weder verzehrt noch überhaupt getötet werden. Diese Edikte gelten mit als die ersten Tierschutzrechte der Menschheitsgeschichte.
Der Halsbandsittich galt im altindischen Volksglauben als Liebesvogel und wurde so auch als Paradiesvogel im Europa des Mittelalters adaptiert. Kurtisanen, die in der indischen Kunst dargestellt wurden, trugen als Erkennungszeichen meist einen Halsbandsittich auf der Hand. Der hinduistische Liebesgott Kamadeva pflegte auf Halsbandsittichen zu reiten oder seinen Wagen von ihnen ziehen zu lassen.
Auch wenn es in altindischer Literatur darum geht, Intelligenz oder überragende List zu verkörpern, ist der Held häufig ein Papagei, so zum Beispiel in dem Schauspiel Avimaraka, das der Sanskrit-Dramatiker Bhāsa um 300 n. Chr. geschrieben hat, oder in dem Buch Vikramodaya, einer Sammlung von indischen Verserzählungen, basierend auf dem legendären König Vikramaditya. In der romantischen Sanskrit-Novelle Kādambari des Sanskrit-Dichters Bāṇabhaṭṭa tritt ein weiser Papagei als Geschichtenerzähler auf. Der chinesische Pilgermönch Xuanzang, der von ca. 630 bis 643 in Indien weilte, erwähnte in seinen 656 buddhistischen Texten das Zusammenleben von Sittich und Mensch am Hof des Chalukya-Herrschers Pulakesi II.

### Griechische Kultur

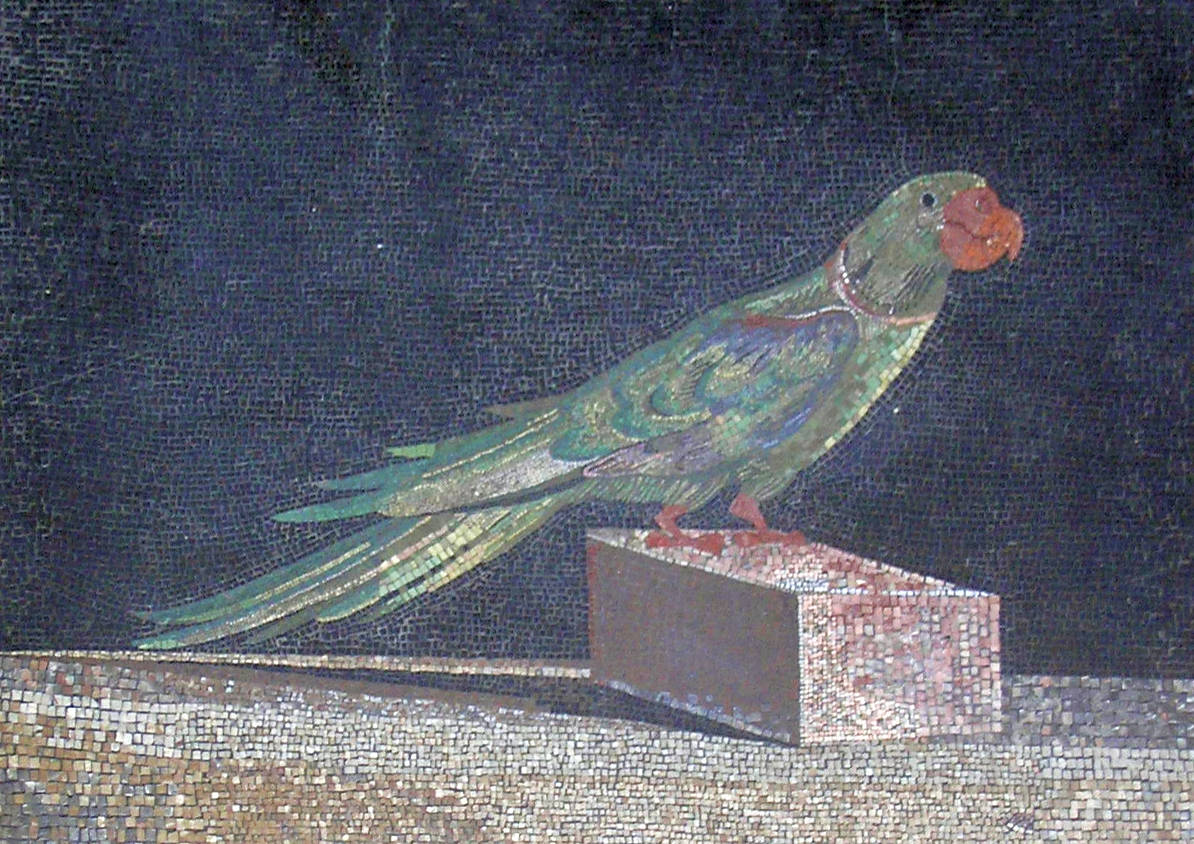
Griechisches Mosaik eines Alexandersittichs, etwa 1. Hälfte des 2. Jahrhunderts v. Chr., Palast V in Pergamon

Nachdem der griechische König von Makedonien und Hegemon, Alexander der Große, im Frühjahr 326 v. Chr. mit seinem Heer den Indus überschritten hatte, kamen diese mit den von den Indern gezähmten und zum Sprechen abgerichteten Sittichen häufiger in Kontakt. So wurden diese laut Plinius dem Älteren (23/24–79 n. Chr.) in der Umgangssprache der Inder siptace oder sittace genannt. Daher stammen auch die wissenschaftlichen Namen wie Psittaciformes, Psittacus und Psittacula: Die Griechen übernahmen die Bezeichnung in der Form ψίττακος psíttakos (und einigen Varianten), was die Römer später zu psittacus latinisierten. Schon vor dem Feldzug hatte Ktesias von Knidos (5. Jahrhundert und frühes 4. Jahrhundert v. Chr.) in seinem Werk Indika den Begriff nach dem indischen Namen für einen Vogel aufgezeichnet und bezeichnete damit höchstwahrscheinlich einen Sittich.
Vermutlich gelang es dem griechischen Geschichtsschreiber Onesikritos – der Alexander auf dem indischen Feldzug begleitete – im Jahr 325 v. Chr. als erstem Europäer, Halsbandsittiche bis zum Euphrat über den Seeweg zu befördern und anschließend auch noch in lebendigem Zustand nach Griechenland zu bringen.
Für den griechischen Geographen Strabon (63 v. Chr.–20 n. Chr.) scheint eine stetige Population des Halsbandsittichs in Griechenland schon gegeben zu sein, da er selbst in seinen Geographika mitteilt, dass er viele gesehen habe, und weiß, dass auch andere den Vogel kennen.
In der Zeit nach Alexander waren es zunächst Handelsreisende, die Halsbandsittiche als kostbare Gastgeschenke mit nach Griechenland brachten. 1886 konnten deutsche Archäologen bei Ausgrabungen im Altargemach des Königspalastes von Pergamon Teile eines farbigen Fußbodenmosaiks bergen, welches auf die Mitte des 2. Jahrhunderts vor Christus datiert wird und auf dem ein Großer Alexandersittich abgebildet war. Insgesamt blieben die „Alexandersittiche“ aber eine Seltenheit in der griechischen Kultur.

### Römische Kultur

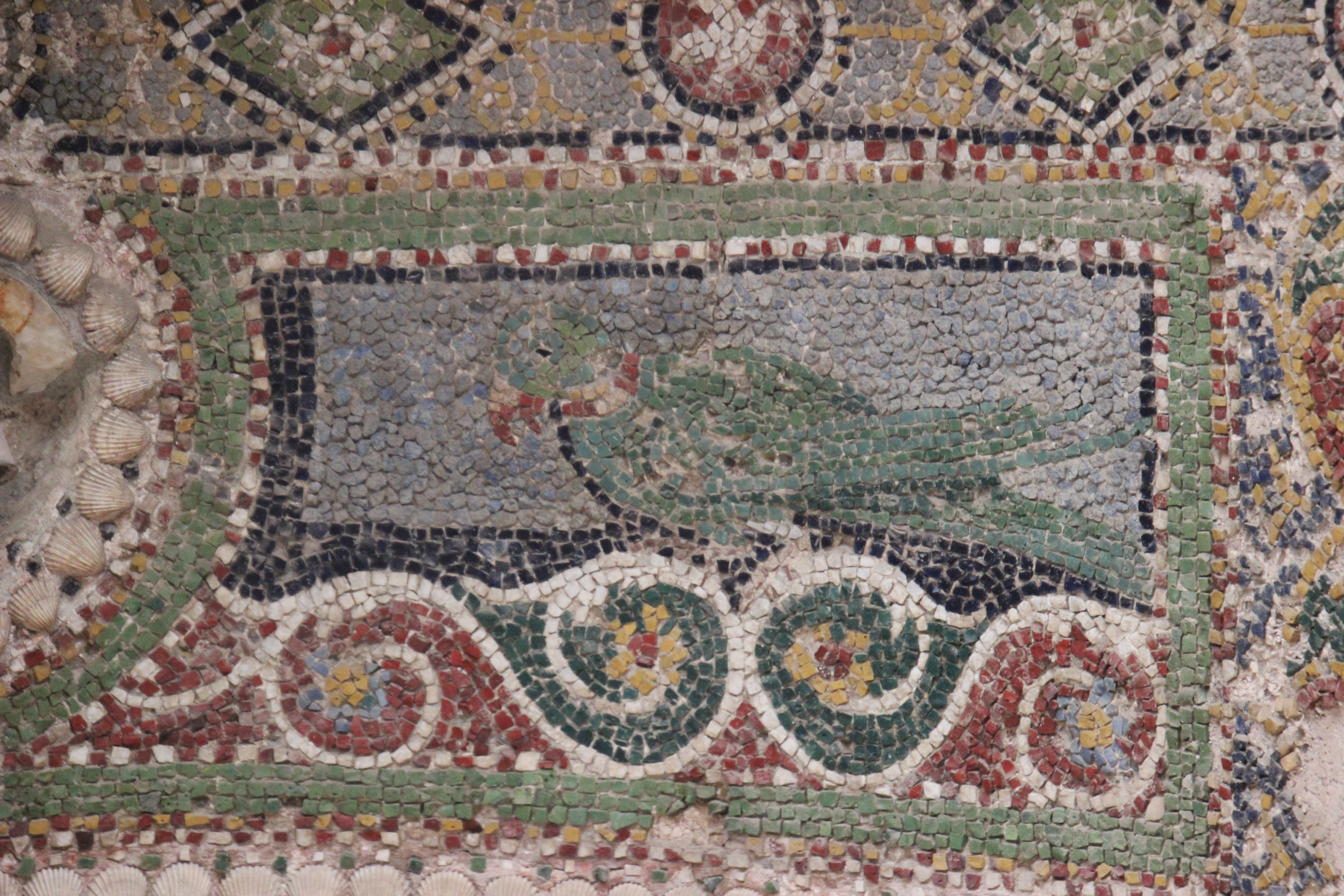
Brunnenmosaik mit Halsbandsittich in Pompeji.

Ptolemaios II. pflegte bereits im Jahr 273 v. Chr. freundschaftliche Beziehungen zur Römischen Republik. Um den Sieg im ersten der sechs syrischen Kriege zu feiern, ließ Ptolemaios II. Philadelphos diesen mit einem Umzug krönen, auf dem laut Kallixeinos von Rhodos in seinem Werk Peri Alexandreias über tausend Tiere mitbefördert wurden, darunter eine Anzahl indischer Alexandersittiche aus dem Zoo, den die Ptolemäer in Alexandria eingerichtet hatten. Hier kam eine größere Anzahl von Menschen der römischen Oberschicht vermutlich erstmals in Kontakt mit dem Halsbandsittich.
In der Casa della Fontana Piccola und anderen Gebäuden, welche zusammen mit dem restlichen Pompeji durch den Vulkanausbruch des Vesuvs bereits im Jahr 79 n. Chr. verschüttet wurden, konnten Fresken und Schmuckgegenstände wie Ringe mit Halsbandsittichen als Motiv gefunden werden.

### Christliche Kultur

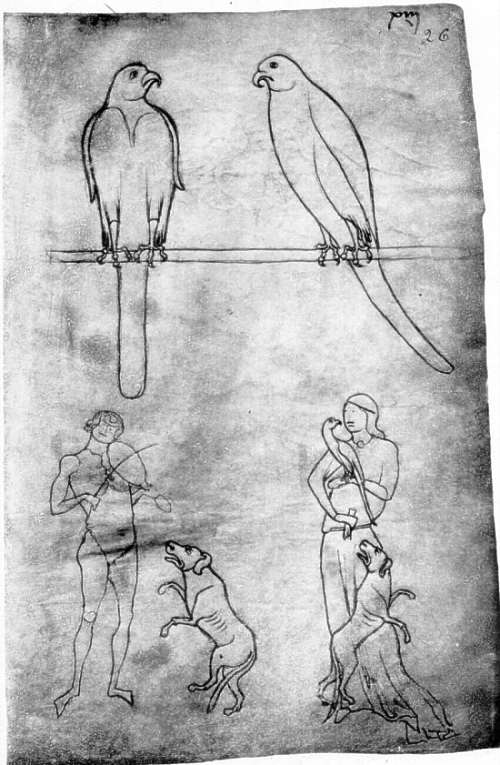
Zeichnung aus dem Skizzenbuch des französischen Künstlers Villard de Honnecourt (13. Jh.)

Der Untergang des Römischen Reiches im vierten und fünften Jahrhundert nach Christus, der am Ende zum Verfall der Antike führte, ließ auch Alexandersittiche aus dem Abendland verschwinden. Erst ab zirka 1050 bis 1250 im Hochmittelalter lassen sich wieder erste Zeugnisse der Arten in Europa finden. Die Sittiche wurden in Gedichten und Liedern besungen und kamen sogar als Wappentiere an europäischen Höfen vor, so wie beim Elmpter oder Berlepscher Adelsgeschlecht und der Gemeinde Niederkrüchten.
Der französische Baumeister Villard de Honnecourt (um 1200–1235) zeichnete in sein Skizzenbuch eine Gauklerin, die einen Vogel auf der Hand trägt. Nach aktuellem Stand ist dies die frühste Zeichnung im europäischen Mittelalter.

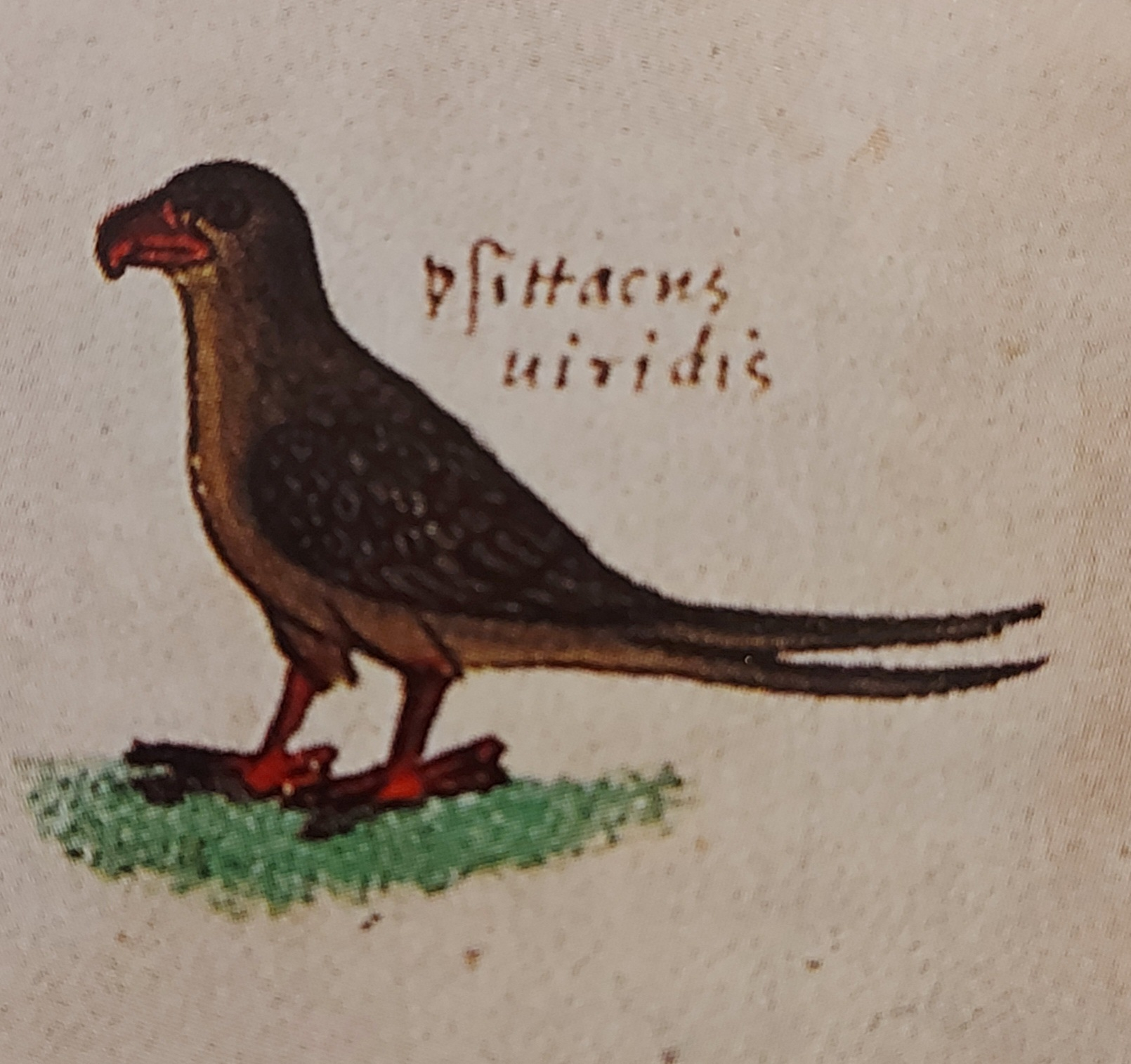
Kolorierter Halsbandsittich (damals noch psittacus uiridis) aus dem hochmittelalterlichen Werk De arte venandi cum avibus

Friedrich II. von Hohenstaufen (1194–1250) unterhielt in Italien prunkvolle Tiergehege, Fasanerien und Volieren. Mit der erklärten Absicht, „die Dinge sichtbar zu machen, so wie sie sind“, schrieb er zwischen 1244 und 1250 das Werk De arte venandi cum avibus. Unter den im ersten Teil des Werkes als Beutevögel dargestellten Vogelarten ist auch der Halsbandsittich als Miniatur abgebildet. Das Werk wurde vom Historiker Michael Menzel als „Urknall ornithologischen Wissens“ bezeichnet.
Im Verlauf wurde der Halsbandsittich vor allem den europäischen Gelehrten mit Kontakt zu Adelsgeschlechtern und Königshäusern immer bekannter. So berichtet Albertus Magnus in sieben der 26 Bände seines Werks De animalibus libri XXVI vom Halsbandsittich und ergänzt altgriechische Arbeiten wie von Plinius mit eigenen Erfahrungen.
Bereits in der ersten deutschsprachigen Naturgeschichte Buch der Natur von Konrad von Megenberg (1309–1374) wurde in mittelhochdeutscher Sprache über den Halsbandsittich berichtet, wenn auch mit vielen Fabeln versehen.

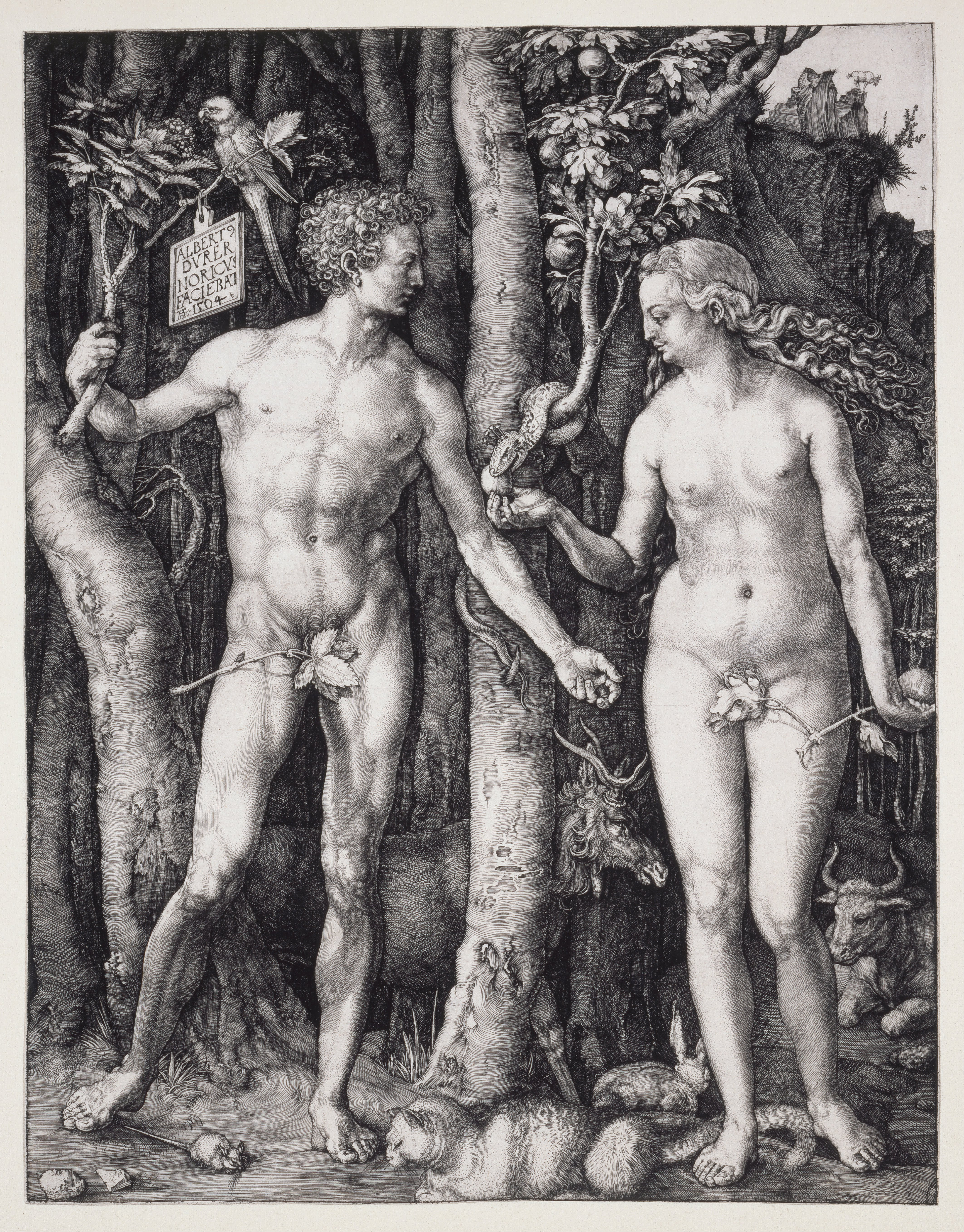
Halsbandsittich in Albrecht Dürers Kupferstich Sündenfall (Adam und Eva), 1504

Der Halsbandsittich nahm immer mehr die europäische Versinnbildlichung des Vogels aus dem Paradies ein, was auch in Kupferstichen wie Albrecht Dürers Sündenfall (Adam und Eva) aus dem Jahre 1504 bildlich dargelegt ist. In der Malerei bestimmte das Christentum weitgehend die Richtung. Künstler wie der spätgotische Martin Schongauer (um 1445–1491) zeigten den Halsbandsittich bereits um 1470 in Handzeichnungen auf der Hand des Christuskinds. Auf Dürers Paumgartner-Altar wird der Halsbandsittich auf dem Wappen der Familie Paumgartner von Holenstein dargestellt.
Aus alten Chroniken geht hervor, dass Anton Paumgartner im Jahr 1458 dem Rat der Stadt Nürnberg für 25 Goldgulden einen Sittich überließ als Geschenk für den Erzbischof von Mainz, Dietrich Schenk von Erbach. Zwei Jahre danach kaufte der Rat der Stadt Nürnberg einen Halsbandsittich für Johanna von Rosental, Königin von Böhmen, für 50 Pfund, 12 Schilling und 2 Heller. Zur damaligen Zeit kostete ein Pferd zirka 10 Gulden.
Schließlich hielt der Halsbandsittich auch Einzug in die alltägliche Kultur durch das ab dem 14. Jahrhundert bezeugte „Papageienschießen“, meistens in Verbindung mit Frühlings- oder Erntedankfesten. Am Geschichtsfries des Neuen Rathauses in Hannover ist ein Halsbandsittich abgebildet und bezeugt das Papageienschießen in Hannover.
Mit der Entdeckung der Neuen Welt und der aufkommenden Seefahrt kamen neben vielen anderen exotischen Dingen auch zahlreiche Papageien in den Häfen Europas an. Das Bild des Paradiesvogels änderte sich und das Interesse am seit Jahrhunderten bekannten Halsbandsittich ging zurück; er wurde meist durch südamerikanische Papageienarten wie den in Peter Paul Rubens (1577–1640) abgebildeten Scharlachara ersetzt.

### Erforschung und Taxonomie
Da in Europa vor allem der Halsbandsittich die erste bekannte und damit vorherrschende Papageienart gewesen war, von der zwar viele Gelehrte wussten, die aber bisher kaum jemand tatsächlich gesehen hatte, wurde er nun Papagei der Alten genannt. Man bezog sich damit auf die Schriften der Antike und fügte gegebenenfalls hinzu, was durch heimgekehrte Seefahrer aus Indien in Erfahrung gebracht werden konnte. Der Zürcher Stadtarzt und Universalgelehrte Conrad Gesner (1516–1565) bezeichnete den Halsbandsittich in seinem Werk Historia animalium noch als Psittacus Torquatus und Psittacus torque minaceo (Papagei mit zinnoberrotem Halsreif) und merkte dazu an: „Dieser soll vor allen Papageyen zu erst auß India in Europam kommen / und schon vor Alters zu des grossen Alexanders und Neronis Zeiten bekant gewesen sein“.
Durch die Vielfalt der neuen Arten kam es zu einem Wildwuchs der lateinischen Namen. Erst im 18. Jahrhundert entsann man sich wieder des Alexanderzugs. Carl von Linné (1707–1778) brachte den Namen Psittacus Alexandri ins Spiel für diese mitgeführte Art nach Griechenland. Wissenschaftler gingen daraufhin zunächst dazu über, alles, was den Alexandersittichen einigermaßen ähnlich war oder so im Schrifttum dargestellt wurde, diesem Namen zuzuordnen. Erst als sich die Nomenklaturregeln begannen durchzusetzen, wurde eine Ordnung in die als Alexandersittich bezeichneten Arten gebracht.

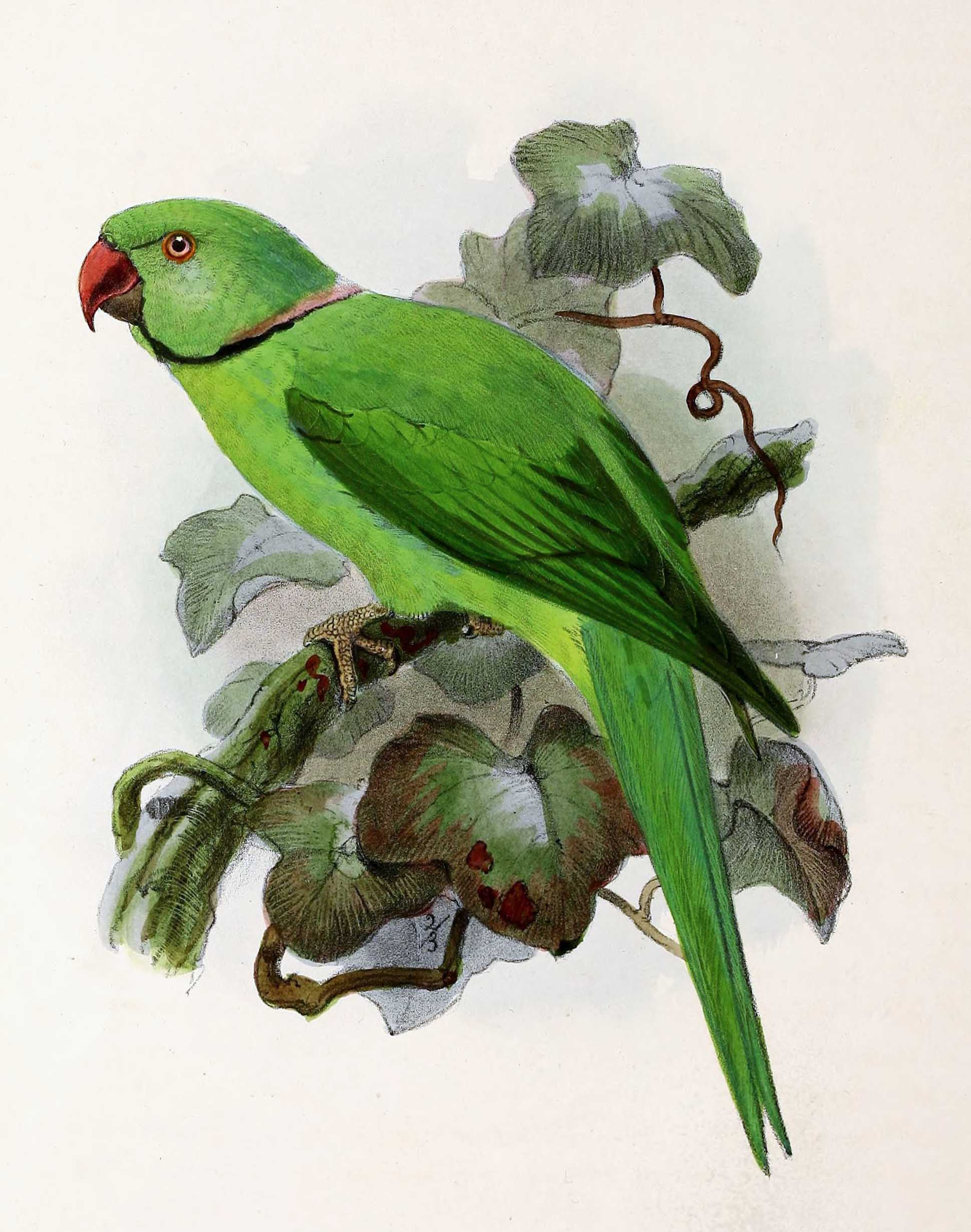
Illustration des P.k. manillensis von John Gerrard Keulemans

Die Artbezeichnung „krameri“ wurde vom Tiroler Arzt und Naturforscher Giovanni Antonio Scopoli (1723–1788) im Jahr 1769 zu Ehren des österreichischen Landsmannes und Naturforschers Wilhelm Heinrich Kramer (1724–1765) für den afrikanischen Halsbandsittich gewählt. Scopoli übernahm von Kramer einen Großteil der Beschreibung und generierte einen gültigen Namen. Kramer hat einen grünen Papagei mit schwarzem Schnabel beschrieben, der in der kaiserlichen Menagerie in Österreich lebte. Da kein Typusexemplar existiert, ist die Interpretation hier sehr offen. Spätere Benennungen wurden verworfen. Der seit Jahrhunderten in Europa beschriebene und teilweise gehaltene indische Halsbandsittich wurde erst im Jahr 1800 offiziell in die Wissenschaft eingeführt durch den Forstrat und Naturforscher Johann Matthäus Bechstein (1757–1822). Weil Bechstein glaubte, der Halsbandsittich wäre auf den Philippinen verbreitet, wählte er die irreführende Bezeichnung Psittacus Manillensis.
Da Linné davon ausging, der eigentliche „Papagei der Alten“ wäre der Rosenbrustbartsittich, behielt dieser den lateinischen Namen des historischen Alexandersittichs. Für die wissenschaftlichen Namen des wirklichen Alexandersittichs kann die Bezeichnung indessen nicht mehr verwendet werden, weil eine Artbezeichnung innerhalb einer Gattung nur einmal vorkommen darf und bei mehreren die älteste und damit erstbeschriebene Vorrang hat.

## Neozoon

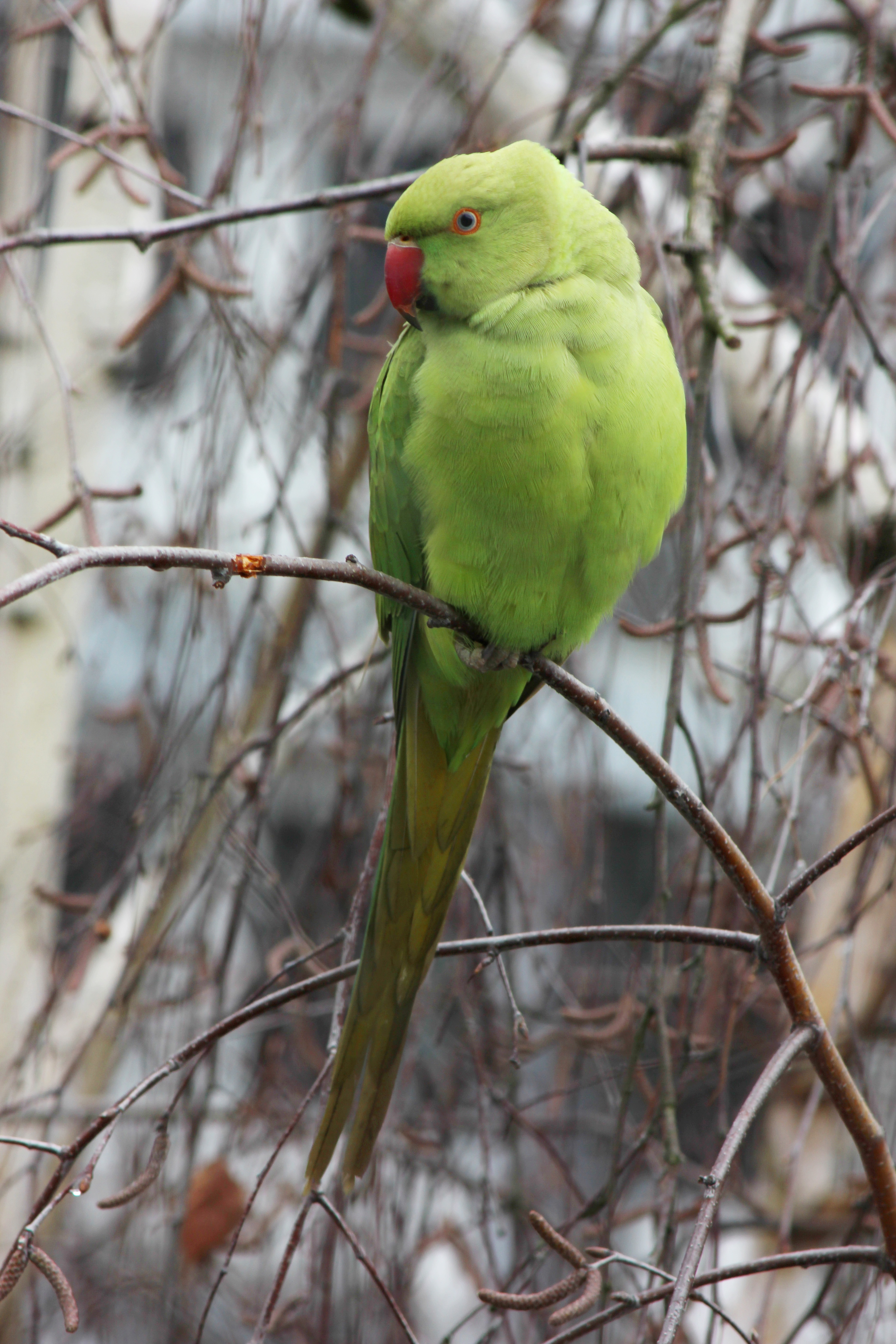
Halsbandsittich in Heidelberg

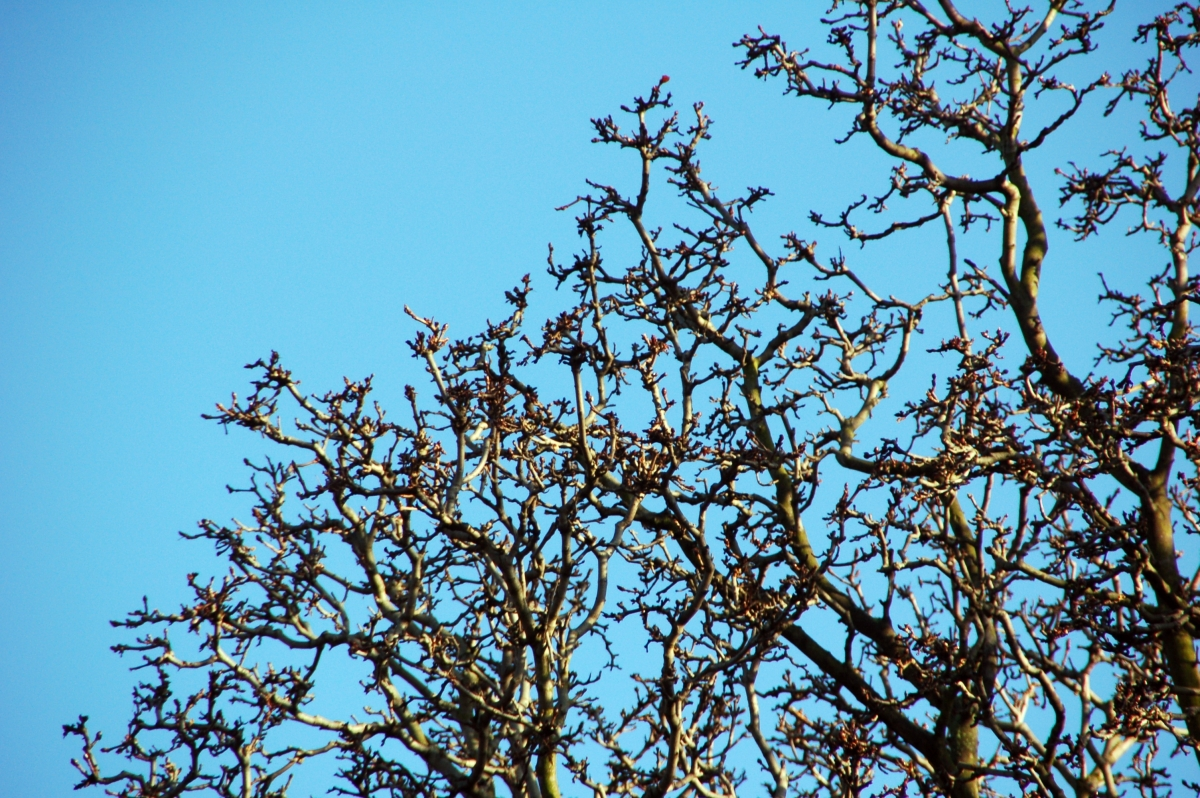
Verbiss an Rosskastanien sorgt für eine geschlossene Krone

Als Neozoon ist der Halsbandsittich zunehmend in städtischen Gebieten der nördlichen Mittelmeerländer als Kulturfolger zu finden. Teilweise wurde der Bestand erweitert durch Gefangenschaftsflüchtlinge und absichtliche Befreiungen.
Die Neozoen in Europa stammen laut genetischen Analysen von Herkunftspopulationen aus Nordindien. Außerdem existieren domestizierte und Neozoenformen, die eine Mischung aus mehreren Unterarten sind, vor allem aus P. k. borealis, P. k. manillensis und P. k. krameri.
Es gibt Ansiedlungen in Paris, in den größeren Städten Belgiens, den Niederlanden sowie im Süden und Osten Englands, wo er seit den 1930er Jahren bekannt ist. In den Niederlanden lebten 2018 schätzungsweise 2.000 bis 2.300 Brutpaare.
Zwischen den 1970er und 1990er Jahren gab es in Österreich zwei Brutansiedlungen, im Wiener Türkenschanzpark und im Innsbrucker Hofgarten, die jedoch beide als wieder ausgestorben gelten. Gefördert wurde eine längerfristige Ansiedlung in Innsbruck sowohl durch intensive menschliche Fütterung im Winterhalbjahr als auch durch einen thermisch begünstigten Schlafplatz in unmittelbarer Nähe zum Hofgarten. Der Wegfall dieser Faktoren und möglicherweise das Auftreten einer Infektionserkrankung führten in Innsbruck zum Erlöschen der Population.
Er ist auch in städtischen Räumen in Spanien zu finden, wo die aktuell größte Kolonie in Barcelona ausgemacht wurde. Im Maria-Luisa-Park in Sevilla steht eine Halsbandsittichkolonie in Verdacht, die dort ansässige und vom Aussterben bedrohte Population von Riesenabendseglern im Wettbewerb um Bruthöhlen zu verdrängen. In Italien wurden die Sittiche unter anderem in Rom, Palermo und Genua nachgewiesen. Darüber hinaus gibt es eingebürgerte Vorkommen in den USA, in Südafrika und Japan.

### Halsbandsittich in Deutschland
In Deutschland traten 1969 die ersten freilebenden Halsbandsittiche in Köln auf. Im Jahre 2014 lebten dort geschätzt 3000 Exemplare. Weitere unabhängige Vorkommen liegen entlang des Rheins, besonders in Düsseldorf und Wiesbaden. In Wiesbaden und Mainz wurden im Sommer  zusammen zirka 1500 Tiere am Schlafplatz gezählt. Die Besiedlung des Rhein-Neckar-Raums durch den Halsbandsittich begann vermutlich 1973. In Worms, Mannheim, Ludwigshafen am Rhein wurde an Schlafplätzen in Ludwigshafen – vermutlich mit Sittichen aus Worms, Frankenthal und den wenigen Tieren aus dem Rhein-Neckar-Gebiet – im Sommer 2011 ein Bestand von 1640 Tieren gezählt. Ausgehend von diesen bildeten sich neue Populationen in Bonn, Mainz, Speyer und Zweibrücken.
Die ersten Sichtungen in Frankfurt am Main stammen aus dem Jahr 2012. Festgestellt wurde, dass sich Halsbandsittiche in Deutschland weiter nach Norden ausbreiten. Seit 2019 werden sie regelmäßig in Münster beobachtet.
Das Populationswachstum kann mit Zahlen ab zirka 2006 dargelegt werden. In Deutschland betrug im Jahr 2006 der Bestand 6000–7000 Individuen und 650–880 Brutpaare. Für 2011 wurde die Bestandsgröße für Deutschland mit 7500 Tieren und rund 1500 Brutpaaren angegeben, das Bundesamt für Naturschutz geht auf der Grundlage der Daten des Dachverbandes Deutscher Avifaunisten (DDA) von einem Bestand von 1700–2500 Brutpaaren für die Jahre 2011–2016 aus.

### Beobachtungen in Deutschland
In Deutschland brütet der Halsbandsittich besonders gerne in Höhlen alter Baumbestände, wie sie in Parks, Friedhöfen und großen Gärten vorkommen. Dabei bevorzugt er Platanen, die er auch als Schlafbäume nutzt. Seit einigen Jahren brüten Halsbandsittiche, v. a. in Heidelberg, auch in der Styroporschicht der Außenfassaden wärmegedämmter Gebäude.
Über die Auswirkungen der Anwesenheit des Halsbandsittichs ist noch nicht genügend bekannt. Befürchtet wird vor allem Konkurrenz zu anderen höhlenbrütenden Vogelarten und Nahrungskonkurrenz mit anderen fruchtfressenden Vogelarten, ferner Lärmbelästigung und Verkotung unter Massenschlafplätzen. Im Frühsommer ziehen die Tiere in Schwärmen von jeweils 10–30 Exemplaren während der Nahrungssuche durchs Stadtgebiet und die Obstanbauflächen der Umgebung.

## Ziervogel

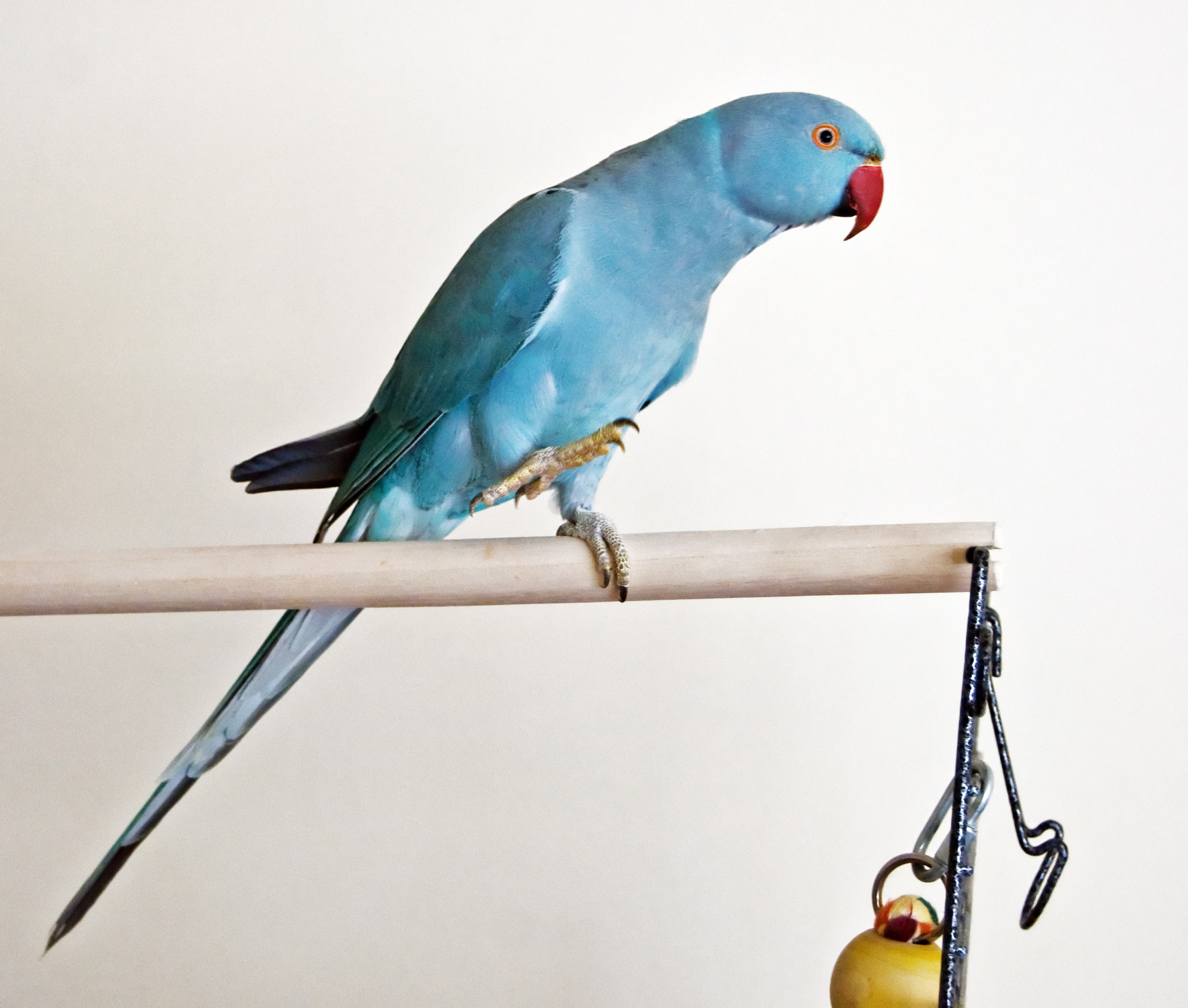
Blaue Farbmutation des in der Wildform grünen Halsbandsittichs

In der Ziervogelhaltung sind durch Mutation, Selektion und Zucht verschiedene andersfarbige Mutanten des Halsbandsittichs entstanden, die in Volieren und als Haustiere gehalten werden.

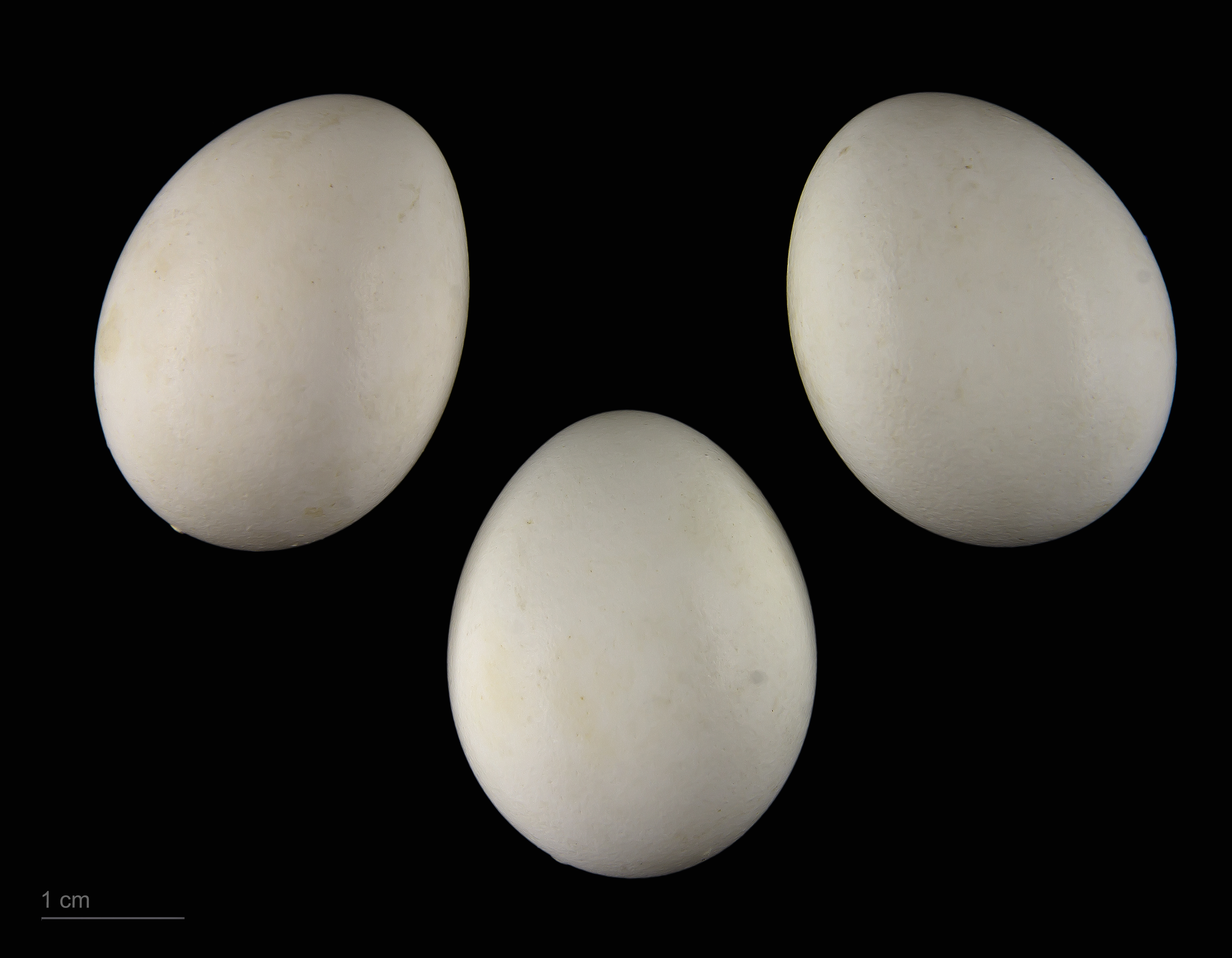
Eier des Halsbandsittichs

## Trivia und Rezeption
- 2018 veröffentlichte Sarah Burrini einen Comic, in dem ein Halsbandsittich von einem heimischen Vogel rassistisch beschimpft wird. Dieser reagiert gelassen auf Kölsch und weist darauf hin, dass er in Köln geboren ist.[30]
- 2020 veröffentlichte Maxim auf dem gleichnamigen Album das Lied Grüne Papageien.[31]
- 2022 widmete die Kölsch-Rock-Band Kasalla zusammen mit Rapper Eko Fresh den Vögeln den Song Jröne Papajeie.[32] Hierin stehen die Halsbandsittiche als Sinnbild für die bunte Vielfalt und die Vielzahl der verschiedenen Kulturen innerhalb der Kölner Stadtgesellschaft.[33]